# PATTY
PATTY is een Nederlands dramaserie van vijf afleveringen van 40 minuten over het leven van Patty Brard en is sinds 18 februari 2024 te zien op streamingdienst Videoland. Op dezelfde dag werd de eerste aflevering tevens uitgezonden door televisiezender RTL 4. De serie is een Videoland Original en werd geregisseerd door Will Koopman en Reinier Smit.

## Verhaal
De serie is een gedramatiseerde versie van het levensverhaal van Patty Brard, waarbij zowel haar carrière als privéleven centraal staan, waarbij onder meer haar doorbraak met de succesvolle meidengroep Luv', haar faillissement en haar liefdesleven aan bod komen. Met als rode draad haar sprong bij Sterren Springen op Zaterdag.

## Rolverdeling
| acteur                      | personage               |
| --------------------------- | ----------------------- |
| Eva van de Wijdeven         | Patty Brard             |
| Holly Mae Brood             | jonge Patty Brard       |
| Vesper Wormer               | 11-jarige Patty Brard   |
| Nadja Hüpscher              | Gerda Brard             |
| Bo Tarenskeen               | Ferdinand Brard         |
| Astrid van Eck              | Shirley Brard           |
| Zoé van Weert               | jonge Shirley Brard     |
| Delila Goudriaan            | 13-jarige Shirley Brard |
| Emma Buysse                 | Priscilla Nasi          |
| Dewi Welschen               | jonge Priscilla Nasi    |
| Teunie de Brouwer           | Marga Scheide           |
| Julia Lammerts              | José Hoebee             |
| Reinout Scholten van Aschat | Hans van Hemert         |
| Teun Luijkx                 | Eric Peute              |
| Chris Peters                | Ron Brandsteder         |
| Lorenzo de Moor             | Carlo Nasi              |
| Natalia Magni               | Marisa Nasi             |
| Jim Bakkum                  | René Muthert            |
| Mattijn Hartemink           | Antoine van de Vijver   |
| Dook van Dijck              | Gerard Joling           |
| Pepijn Gunneweg             | Edgar                   |
| Rein Hofman                 | Dick                    |
| Hayo de Kruijf              | Marcel                  |
| Josephine Arendsen          | Tineke                  |
| Dick van den Toorn          | Sjef van Oekel          |
| Khaldoun Elmecky            | Ralph Inbar             |
| Tjebbo Gerritsma            | Emiel                   |
| Ben Fisher                  | Tony                    |
| Zoë Harding                 | Barbara                 |
| Janni Goslinga              | Fiek Smit               |
| Vincent Croiset             | presentator Pauw        |
| Bart Oomen                  | Late Night presentator  |
| Rian Gerritsen              | kassière tankstation    |
| Alexandra Alphenaar         | psycholoog              |
| Harpert Michielsen          | curator Mark Udink      |
| Ruben Lürsen                | producent Pim           |
| Marguerite de Brauw         | Denise Felter           |
| Eelco Smits                 | Frank Middelkoop        |
| Amber Teterissa             | Soraya                  |

- Enkele personages die gebaseerd zijn op echte mensen kregen een andere naam. Zo kreeg het personage dat gebaseerd was op Patty's zus de naam Shirley in plaats van Debby, kreeg het personage gebaseerd op Bénédicte Ficq de naam Fiek Smit en verscheen het personage gebaseerd op presentator Jeroen Pauw simpelweg de naam presentator Pauw op de aftiteling.[5][6]

## Achtergrond
In september 2023 maakte RTL, tijdens hun RTL Content Event in het Amsterdamse Bos, bekend bezig te zijn met het maken van de serie over het leven van Patty Brard; met Eva van de Wijdeven en Holly Mae Brood in de hoofdrollen als Brard, beide in verschillende levensfases. Van de Wijdeven droeg tijdens het spelen van de oudere Patty Brard in een bepaalde levensfase een zogeheten 'fatsuit' waardoor ze voller leek.
De serie dient als een Videoland Original en wordt geregisseerd door Will Koopman en Reinier Smit. Eind januari 2024 maakte RTL de overige castleden bekend, waaronder Astrid van Eck, Jim Bakkum en Dook van Dijck.
Op 9 februari 2024 werden de eerste bewegende beelden van de serie vrijgegeven in de vorm van een trailer. PATTY ging vervolgens op 18 februari 2024 voor pers en genodigde in première in de RAI Amsterdam; gelijktijdig ging de serie voor het gewone publiek in première op streamingdienst Videoland. De eerste aflevering werd op diezelfde dag tevens uitgezonden door televisiezender RTL 4 en werd bekeken door 921.000 kijkers, hiermee was de serie het zevende best bekeken programma van die dag.